# بيتر كاي
بيتر كاي (بالإنجليزية: Peter Kay)‏ هو كوميدي ارتجالي وكاتب سيناريو وممثل بريطاني، ولد في 2 يوليو 1973 في المملكة المتحدة. من الجوائز التي نالها British Academy Television Award for Best Male Comedy Performance ‏ سنة 2016.

## أعمال

### أفلام
- (2005)  لعنة الأرنب المستذئب[5]

## جوائز
- British Academy Television Award for Best Male Comedy Performance [الإنجليزية]‏ (2016)

## وصلات خارجية
- بيتر كاي على موقع IMDb (الإنجليزية)
- بيتر كاي على موقع ميوزك برينز (الإنجليزية)
- بيتر كاي على موقع ميوزك برينز (الإنجليزية)
- بيتر كاي على موقع قاعدة بيانات الأفلام السويدية (السويدية)
- بيتر كاي على موقع ديسكوغز (الإنجليزية)
- بيتر كاي على موقع قاعدة بيانات الفيلم (الإنجليزية)